# Чемпионат Дании по шахматам 1922
Чемпионат Дании по шахматам 1922 проходил в Копенгагене со 2 по 8 июля.
Первый официальный чемпионат Дании.
В соревновании приняли участие 8 шахматистов, из которых двое (Э. Якобсен и Й. Гирзинг) уже побеждали в неофициальных чемпионатах страны. Чемпионом стал Э. Якобсен, опередивший ближайших конкурентов С. Кинха и А. Притцеля на 2 очка. Из других участников турнира нужно отметить еще будущего многократного чемпиона страны Э. Андерсена, разделившего 4—5 места с опытным Й. Гирзингом.
Турнир отличался высокой результативностью: всего 4 партии из 28 завершились вничью.

## Таблица
| № | Участники         | 1 | 2 | 3 | 4 | 5 | 6 | 7 | 8 |  | Очки | Место |
| - | ----------------- | - | - | - | - | - | - | - | - |  | ---- | ----- |
| 1 | Якобсен, Эгил     |   | 1 | ½ | 1 | 1 | 1 | 1 | 1 |  | 6½   | 1     |
| 2 | Кинх, Свенн       | 0 |   | 1 | 0 | ½ | 1 | 1 | 1 |  | 4½   | 2—3   |
| 3 | Притцель, Аксель  | ½ | 0 |   | 1 | 1 | 0 | 1 | 1 |  | 4½   | 2—3   |
| 4 | Андерсен, Эрик    | 0 | 1 | 0 |   | 0 | 1 | 1 | 1 |  | 4    | 4—5   |
| 5 | Гирзинг, Йоханнес | 0 | ½ | 0 | 1 |   | ½ | 1 | 1 |  | 4    | 4—5   |
| 6 | Нюквист, Г. Х.    | 0 | 0 | 1 | 0 | ½ |   | 0 | 1 |  | 2½   | 6     |
| 7 | Скифтер, Эберхард | 0 | 0 | 0 | 0 | 0 | 1 |   | ½ |  | 1½   | 7     |
| 8 | Круусберг, Аксель | 0 | 0 | 0 | 0 | 0 | 0 | ½ |   |  | ½    | 8     |

## Примечательные партии
В базах есть всего 6 партий соревнования. 3 из этих партий — победы Э. Якобсена. Среди них можно выделить следующую партию:
|   | a | b | c | d | e | f | g | h |   |
| - | --- | --- | --- | --- | --- | --- | --- | --- | - |
| 8 | b8 чёрный король · d8 чёрная ладья · e8 чёрная ладья · b7 чёрная пешка · c7 чёрная пешка · f7 чёрная пешка · g7 чёрная пешка · h7 чёрная пешка · b6 чёрная пешка · f6 чёрный ферзь · g6 чёрный конь · f5 белая пешка · e4 белая пешка · c3 белая пешка · g3 белый ферзь · a2 белая пешка · b2 белая пешка · c2 белый слон · e2 белый король · h2 белая пешка · a1 белая ладья · h1 белая ладья | b8 чёрный король · d8 чёрная ладья · e8 чёрная ладья · b7 чёрная пешка · c7 чёрная пешка · f7 чёрная пешка · g7 чёрная пешка · h7 чёрная пешка · b6 чёрная пешка · f6 чёрный ферзь · g6 чёрный конь · f5 белая пешка · e4 белая пешка · c3 белая пешка · g3 белый ферзь · a2 белая пешка · b2 белая пешка · c2 белый слон · e2 белый король · h2 белая пешка · a1 белая ладья · h1 белая ладья | b8 чёрный король · d8 чёрная ладья · e8 чёрная ладья · b7 чёрная пешка · c7 чёрная пешка · f7 чёрная пешка · g7 чёрная пешка · h7 чёрная пешка · b6 чёрная пешка · f6 чёрный ферзь · g6 чёрный конь · f5 белая пешка · e4 белая пешка · c3 белая пешка · g3 белый ферзь · a2 белая пешка · b2 белая пешка · c2 белый слон · e2 белый король · h2 белая пешка · a1 белая ладья · h1 белая ладья | b8 чёрный король · d8 чёрная ладья · e8 чёрная ладья · b7 чёрная пешка · c7 чёрная пешка · f7 чёрная пешка · g7 чёрная пешка · h7 чёрная пешка · b6 чёрная пешка · f6 чёрный ферзь · g6 чёрный конь · f5 белая пешка · e4 белая пешка · c3 белая пешка · g3 белый ферзь · a2 белая пешка · b2 белая пешка · c2 белый слон · e2 белый король · h2 белая пешка · a1 белая ладья · h1 белая ладья | b8 чёрный король · d8 чёрная ладья · e8 чёрная ладья · b7 чёрная пешка · c7 чёрная пешка · f7 чёрная пешка · g7 чёрная пешка · h7 чёрная пешка · b6 чёрная пешка · f6 чёрный ферзь · g6 чёрный конь · f5 белая пешка · e4 белая пешка · c3 белая пешка · g3 белый ферзь · a2 белая пешка · b2 белая пешка · c2 белый слон · e2 белый король · h2 белая пешка · a1 белая ладья · h1 белая ладья | b8 чёрный король · d8 чёрная ладья · e8 чёрная ладья · b7 чёрная пешка · c7 чёрная пешка · f7 чёрная пешка · g7 чёрная пешка · h7 чёрная пешка · b6 чёрная пешка · f6 чёрный ферзь · g6 чёрный конь · f5 белая пешка · e4 белая пешка · c3 белая пешка · g3 белый ферзь · a2 белая пешка · b2 белая пешка · c2 белый слон · e2 белый король · h2 белая пешка · a1 белая ладья · h1 белая ладья | b8 чёрный король · d8 чёрная ладья · e8 чёрная ладья · b7 чёрная пешка · c7 чёрная пешка · f7 чёрная пешка · g7 чёрная пешка · h7 чёрная пешка · b6 чёрная пешка · f6 чёрный ферзь · g6 чёрный конь · f5 белая пешка · e4 белая пешка · c3 белая пешка · g3 белый ферзь · a2 белая пешка · b2 белая пешка · c2 белый слон · e2 белый король · h2 белая пешка · a1 белая ладья · h1 белая ладья | b8 чёрный король · d8 чёрная ладья · e8 чёрная ладья · b7 чёрная пешка · c7 чёрная пешка · f7 чёрная пешка · g7 чёрная пешка · h7 чёрная пешка · b6 чёрная пешка · f6 чёрный ферзь · g6 чёрный конь · f5 белая пешка · e4 белая пешка · c3 белая пешка · g3 белый ферзь · a2 белая пешка · b2 белая пешка · c2 белый слон · e2 белый король · h2 белая пешка · a1 белая ладья · h1 белая ладья | 8 |
| 7 | b8 чёрный король · d8 чёрная ладья · e8 чёрная ладья · b7 чёрная пешка · c7 чёрная пешка · f7 чёрная пешка · g7 чёрная пешка · h7 чёрная пешка · b6 чёрная пешка · f6 чёрный ферзь · g6 чёрный конь · f5 белая пешка · e4 белая пешка · c3 белая пешка · g3 белый ферзь · a2 белая пешка · b2 белая пешка · c2 белый слон · e2 белый король · h2 белая пешка · a1 белая ладья · h1 белая ладья | b8 чёрный король · d8 чёрная ладья · e8 чёрная ладья · b7 чёрная пешка · c7 чёрная пешка · f7 чёрная пешка · g7 чёрная пешка · h7 чёрная пешка · b6 чёрная пешка · f6 чёрный ферзь · g6 чёрный конь · f5 белая пешка · e4 белая пешка · c3 белая пешка · g3 белый ферзь · a2 белая пешка · b2 белая пешка · c2 белый слон · e2 белый король · h2 белая пешка · a1 белая ладья · h1 белая ладья | b8 чёрный король · d8 чёрная ладья · e8 чёрная ладья · b7 чёрная пешка · c7 чёрная пешка · f7 чёрная пешка · g7 чёрная пешка · h7 чёрная пешка · b6 чёрная пешка · f6 чёрный ферзь · g6 чёрный конь · f5 белая пешка · e4 белая пешка · c3 белая пешка · g3 белый ферзь · a2 белая пешка · b2 белая пешка · c2 белый слон · e2 белый король · h2 белая пешка · a1 белая ладья · h1 белая ладья | b8 чёрный король · d8 чёрная ладья · e8 чёрная ладья · b7 чёрная пешка · c7 чёрная пешка · f7 чёрная пешка · g7 чёрная пешка · h7 чёрная пешка · b6 чёрная пешка · f6 чёрный ферзь · g6 чёрный конь · f5 белая пешка · e4 белая пешка · c3 белая пешка · g3 белый ферзь · a2 белая пешка · b2 белая пешка · c2 белый слон · e2 белый король · h2 белая пешка · a1 белая ладья · h1 белая ладья | b8 чёрный король · d8 чёрная ладья · e8 чёрная ладья · b7 чёрная пешка · c7 чёрная пешка · f7 чёрная пешка · g7 чёрная пешка · h7 чёрная пешка · b6 чёрная пешка · f6 чёрный ферзь · g6 чёрный конь · f5 белая пешка · e4 белая пешка · c3 белая пешка · g3 белый ферзь · a2 белая пешка · b2 белая пешка · c2 белый слон · e2 белый король · h2 белая пешка · a1 белая ладья · h1 белая ладья | b8 чёрный король · d8 чёрная ладья · e8 чёрная ладья · b7 чёрная пешка · c7 чёрная пешка · f7 чёрная пешка · g7 чёрная пешка · h7 чёрная пешка · b6 чёрная пешка · f6 чёрный ферзь · g6 чёрный конь · f5 белая пешка · e4 белая пешка · c3 белая пешка · g3 белый ферзь · a2 белая пешка · b2 белая пешка · c2 белый слон · e2 белый король · h2 белая пешка · a1 белая ладья · h1 белая ладья | b8 чёрный король · d8 чёрная ладья · e8 чёрная ладья · b7 чёрная пешка · c7 чёрная пешка · f7 чёрная пешка · g7 чёрная пешка · h7 чёрная пешка · b6 чёрная пешка · f6 чёрный ферзь · g6 чёрный конь · f5 белая пешка · e4 белая пешка · c3 белая пешка · g3 белый ферзь · a2 белая пешка · b2 белая пешка · c2 белый слон · e2 белый король · h2 белая пешка · a1 белая ладья · h1 белая ладья | b8 чёрный король · d8 чёрная ладья · e8 чёрная ладья · b7 чёрная пешка · c7 чёрная пешка · f7 чёрная пешка · g7 чёрная пешка · h7 чёрная пешка · b6 чёрная пешка · f6 чёрный ферзь · g6 чёрный конь · f5 белая пешка · e4 белая пешка · c3 белая пешка · g3 белый ферзь · a2 белая пешка · b2 белая пешка · c2 белый слон · e2 белый король · h2 белая пешка · a1 белая ладья · h1 белая ладья | 7 |
| 6 | b8 чёрный король · d8 чёрная ладья · e8 чёрная ладья · b7 чёрная пешка · c7 чёрная пешка · f7 чёрная пешка · g7 чёрная пешка · h7 чёрная пешка · b6 чёрная пешка · f6 чёрный ферзь · g6 чёрный конь · f5 белая пешка · e4 белая пешка · c3 белая пешка · g3 белый ферзь · a2 белая пешка · b2 белая пешка · c2 белый слон · e2 белый король · h2 белая пешка · a1 белая ладья · h1 белая ладья | b8 чёрный король · d8 чёрная ладья · e8 чёрная ладья · b7 чёрная пешка · c7 чёрная пешка · f7 чёрная пешка · g7 чёрная пешка · h7 чёрная пешка · b6 чёрная пешка · f6 чёрный ферзь · g6 чёрный конь · f5 белая пешка · e4 белая пешка · c3 белая пешка · g3 белый ферзь · a2 белая пешка · b2 белая пешка · c2 белый слон · e2 белый король · h2 белая пешка · a1 белая ладья · h1 белая ладья | b8 чёрный король · d8 чёрная ладья · e8 чёрная ладья · b7 чёрная пешка · c7 чёрная пешка · f7 чёрная пешка · g7 чёрная пешка · h7 чёрная пешка · b6 чёрная пешка · f6 чёрный ферзь · g6 чёрный конь · f5 белая пешка · e4 белая пешка · c3 белая пешка · g3 белый ферзь · a2 белая пешка · b2 белая пешка · c2 белый слон · e2 белый король · h2 белая пешка · a1 белая ладья · h1 белая ладья | b8 чёрный король · d8 чёрная ладья · e8 чёрная ладья · b7 чёрная пешка · c7 чёрная пешка · f7 чёрная пешка · g7 чёрная пешка · h7 чёрная пешка · b6 чёрная пешка · f6 чёрный ферзь · g6 чёрный конь · f5 белая пешка · e4 белая пешка · c3 белая пешка · g3 белый ферзь · a2 белая пешка · b2 белая пешка · c2 белый слон · e2 белый король · h2 белая пешка · a1 белая ладья · h1 белая ладья | b8 чёрный король · d8 чёрная ладья · e8 чёрная ладья · b7 чёрная пешка · c7 чёрная пешка · f7 чёрная пешка · g7 чёрная пешка · h7 чёрная пешка · b6 чёрная пешка · f6 чёрный ферзь · g6 чёрный конь · f5 белая пешка · e4 белая пешка · c3 белая пешка · g3 белый ферзь · a2 белая пешка · b2 белая пешка · c2 белый слон · e2 белый король · h2 белая пешка · a1 белая ладья · h1 белая ладья | b8 чёрный король · d8 чёрная ладья · e8 чёрная ладья · b7 чёрная пешка · c7 чёрная пешка · f7 чёрная пешка · g7 чёрная пешка · h7 чёрная пешка · b6 чёрная пешка · f6 чёрный ферзь · g6 чёрный конь · f5 белая пешка · e4 белая пешка · c3 белая пешка · g3 белый ферзь · a2 белая пешка · b2 белая пешка · c2 белый слон · e2 белый король · h2 белая пешка · a1 белая ладья · h1 белая ладья | b8 чёрный король · d8 чёрная ладья · e8 чёрная ладья · b7 чёрная пешка · c7 чёрная пешка · f7 чёрная пешка · g7 чёрная пешка · h7 чёрная пешка · b6 чёрная пешка · f6 чёрный ферзь · g6 чёрный конь · f5 белая пешка · e4 белая пешка · c3 белая пешка · g3 белый ферзь · a2 белая пешка · b2 белая пешка · c2 белый слон · e2 белый король · h2 белая пешка · a1 белая ладья · h1 белая ладья | b8 чёрный король · d8 чёрная ладья · e8 чёрная ладья · b7 чёрная пешка · c7 чёрная пешка · f7 чёрная пешка · g7 чёрная пешка · h7 чёрная пешка · b6 чёрная пешка · f6 чёрный ферзь · g6 чёрный конь · f5 белая пешка · e4 белая пешка · c3 белая пешка · g3 белый ферзь · a2 белая пешка · b2 белая пешка · c2 белый слон · e2 белый король · h2 белая пешка · a1 белая ладья · h1 белая ладья | 6 |
| 5 | b8 чёрный король · d8 чёрная ладья · e8 чёрная ладья · b7 чёрная пешка · c7 чёрная пешка · f7 чёрная пешка · g7 чёрная пешка · h7 чёрная пешка · b6 чёрная пешка · f6 чёрный ферзь · g6 чёрный конь · f5 белая пешка · e4 белая пешка · c3 белая пешка · g3 белый ферзь · a2 белая пешка · b2 белая пешка · c2 белый слон · e2 белый король · h2 белая пешка · a1 белая ладья · h1 белая ладья | b8 чёрный король · d8 чёрная ладья · e8 чёрная ладья · b7 чёрная пешка · c7 чёрная пешка · f7 чёрная пешка · g7 чёрная пешка · h7 чёрная пешка · b6 чёрная пешка · f6 чёрный ферзь · g6 чёрный конь · f5 белая пешка · e4 белая пешка · c3 белая пешка · g3 белый ферзь · a2 белая пешка · b2 белая пешка · c2 белый слон · e2 белый король · h2 белая пешка · a1 белая ладья · h1 белая ладья | b8 чёрный король · d8 чёрная ладья · e8 чёрная ладья · b7 чёрная пешка · c7 чёрная пешка · f7 чёрная пешка · g7 чёрная пешка · h7 чёрная пешка · b6 чёрная пешка · f6 чёрный ферзь · g6 чёрный конь · f5 белая пешка · e4 белая пешка · c3 белая пешка · g3 белый ферзь · a2 белая пешка · b2 белая пешка · c2 белый слон · e2 белый король · h2 белая пешка · a1 белая ладья · h1 белая ладья | b8 чёрный король · d8 чёрная ладья · e8 чёрная ладья · b7 чёрная пешка · c7 чёрная пешка · f7 чёрная пешка · g7 чёрная пешка · h7 чёрная пешка · b6 чёрная пешка · f6 чёрный ферзь · g6 чёрный конь · f5 белая пешка · e4 белая пешка · c3 белая пешка · g3 белый ферзь · a2 белая пешка · b2 белая пешка · c2 белый слон · e2 белый король · h2 белая пешка · a1 белая ладья · h1 белая ладья | b8 чёрный король · d8 чёрная ладья · e8 чёрная ладья · b7 чёрная пешка · c7 чёрная пешка · f7 чёрная пешка · g7 чёрная пешка · h7 чёрная пешка · b6 чёрная пешка · f6 чёрный ферзь · g6 чёрный конь · f5 белая пешка · e4 белая пешка · c3 белая пешка · g3 белый ферзь · a2 белая пешка · b2 белая пешка · c2 белый слон · e2 белый король · h2 белая пешка · a1 белая ладья · h1 белая ладья | b8 чёрный король · d8 чёрная ладья · e8 чёрная ладья · b7 чёрная пешка · c7 чёрная пешка · f7 чёрная пешка · g7 чёрная пешка · h7 чёрная пешка · b6 чёрная пешка · f6 чёрный ферзь · g6 чёрный конь · f5 белая пешка · e4 белая пешка · c3 белая пешка · g3 белый ферзь · a2 белая пешка · b2 белая пешка · c2 белый слон · e2 белый король · h2 белая пешка · a1 белая ладья · h1 белая ладья | b8 чёрный король · d8 чёрная ладья · e8 чёрная ладья · b7 чёрная пешка · c7 чёрная пешка · f7 чёрная пешка · g7 чёрная пешка · h7 чёрная пешка · b6 чёрная пешка · f6 чёрный ферзь · g6 чёрный конь · f5 белая пешка · e4 белая пешка · c3 белая пешка · g3 белый ферзь · a2 белая пешка · b2 белая пешка · c2 белый слон · e2 белый король · h2 белая пешка · a1 белая ладья · h1 белая ладья | b8 чёрный король · d8 чёрная ладья · e8 чёрная ладья · b7 чёрная пешка · c7 чёрная пешка · f7 чёрная пешка · g7 чёрная пешка · h7 чёрная пешка · b6 чёрная пешка · f6 чёрный ферзь · g6 чёрный конь · f5 белая пешка · e4 белая пешка · c3 белая пешка · g3 белый ферзь · a2 белая пешка · b2 белая пешка · c2 белый слон · e2 белый король · h2 белая пешка · a1 белая ладья · h1 белая ладья | 5 |
| 4 | b8 чёрный король · d8 чёрная ладья · e8 чёрная ладья · b7 чёрная пешка · c7 чёрная пешка · f7 чёрная пешка · g7 чёрная пешка · h7 чёрная пешка · b6 чёрная пешка · f6 чёрный ферзь · g6 чёрный конь · f5 белая пешка · e4 белая пешка · c3 белая пешка · g3 белый ферзь · a2 белая пешка · b2 белая пешка · c2 белый слон · e2 белый король · h2 белая пешка · a1 белая ладья · h1 белая ладья | b8 чёрный король · d8 чёрная ладья · e8 чёрная ладья · b7 чёрная пешка · c7 чёрная пешка · f7 чёрная пешка · g7 чёрная пешка · h7 чёрная пешка · b6 чёрная пешка · f6 чёрный ферзь · g6 чёрный конь · f5 белая пешка · e4 белая пешка · c3 белая пешка · g3 белый ферзь · a2 белая пешка · b2 белая пешка · c2 белый слон · e2 белый король · h2 белая пешка · a1 белая ладья · h1 белая ладья | b8 чёрный король · d8 чёрная ладья · e8 чёрная ладья · b7 чёрная пешка · c7 чёрная пешка · f7 чёрная пешка · g7 чёрная пешка · h7 чёрная пешка · b6 чёрная пешка · f6 чёрный ферзь · g6 чёрный конь · f5 белая пешка · e4 белая пешка · c3 белая пешка · g3 белый ферзь · a2 белая пешка · b2 белая пешка · c2 белый слон · e2 белый король · h2 белая пешка · a1 белая ладья · h1 белая ладья | b8 чёрный король · d8 чёрная ладья · e8 чёрная ладья · b7 чёрная пешка · c7 чёрная пешка · f7 чёрная пешка · g7 чёрная пешка · h7 чёрная пешка · b6 чёрная пешка · f6 чёрный ферзь · g6 чёрный конь · f5 белая пешка · e4 белая пешка · c3 белая пешка · g3 белый ферзь · a2 белая пешка · b2 белая пешка · c2 белый слон · e2 белый король · h2 белая пешка · a1 белая ладья · h1 белая ладья | b8 чёрный король · d8 чёрная ладья · e8 чёрная ладья · b7 чёрная пешка · c7 чёрная пешка · f7 чёрная пешка · g7 чёрная пешка · h7 чёрная пешка · b6 чёрная пешка · f6 чёрный ферзь · g6 чёрный конь · f5 белая пешка · e4 белая пешка · c3 белая пешка · g3 белый ферзь · a2 белая пешка · b2 белая пешка · c2 белый слон · e2 белый король · h2 белая пешка · a1 белая ладья · h1 белая ладья | b8 чёрный король · d8 чёрная ладья · e8 чёрная ладья · b7 чёрная пешка · c7 чёрная пешка · f7 чёрная пешка · g7 чёрная пешка · h7 чёрная пешка · b6 чёрная пешка · f6 чёрный ферзь · g6 чёрный конь · f5 белая пешка · e4 белая пешка · c3 белая пешка · g3 белый ферзь · a2 белая пешка · b2 белая пешка · c2 белый слон · e2 белый король · h2 белая пешка · a1 белая ладья · h1 белая ладья | b8 чёрный король · d8 чёрная ладья · e8 чёрная ладья · b7 чёрная пешка · c7 чёрная пешка · f7 чёрная пешка · g7 чёрная пешка · h7 чёрная пешка · b6 чёрная пешка · f6 чёрный ферзь · g6 чёрный конь · f5 белая пешка · e4 белая пешка · c3 белая пешка · g3 белый ферзь · a2 белая пешка · b2 белая пешка · c2 белый слон · e2 белый король · h2 белая пешка · a1 белая ладья · h1 белая ладья | b8 чёрный король · d8 чёрная ладья · e8 чёрная ладья · b7 чёрная пешка · c7 чёрная пешка · f7 чёрная пешка · g7 чёрная пешка · h7 чёрная пешка · b6 чёрная пешка · f6 чёрный ферзь · g6 чёрный конь · f5 белая пешка · e4 белая пешка · c3 белая пешка · g3 белый ферзь · a2 белая пешка · b2 белая пешка · c2 белый слон · e2 белый король · h2 белая пешка · a1 белая ладья · h1 белая ладья | 4 |
| 3 | b8 чёрный король · d8 чёрная ладья · e8 чёрная ладья · b7 чёрная пешка · c7 чёрная пешка · f7 чёрная пешка · g7 чёрная пешка · h7 чёрная пешка · b6 чёрная пешка · f6 чёрный ферзь · g6 чёрный конь · f5 белая пешка · e4 белая пешка · c3 белая пешка · g3 белый ферзь · a2 белая пешка · b2 белая пешка · c2 белый слон · e2 белый король · h2 белая пешка · a1 белая ладья · h1 белая ладья | b8 чёрный король · d8 чёрная ладья · e8 чёрная ладья · b7 чёрная пешка · c7 чёрная пешка · f7 чёрная пешка · g7 чёрная пешка · h7 чёрная пешка · b6 чёрная пешка · f6 чёрный ферзь · g6 чёрный конь · f5 белая пешка · e4 белая пешка · c3 белая пешка · g3 белый ферзь · a2 белая пешка · b2 белая пешка · c2 белый слон · e2 белый король · h2 белая пешка · a1 белая ладья · h1 белая ладья | b8 чёрный король · d8 чёрная ладья · e8 чёрная ладья · b7 чёрная пешка · c7 чёрная пешка · f7 чёрная пешка · g7 чёрная пешка · h7 чёрная пешка · b6 чёрная пешка · f6 чёрный ферзь · g6 чёрный конь · f5 белая пешка · e4 белая пешка · c3 белая пешка · g3 белый ферзь · a2 белая пешка · b2 белая пешка · c2 белый слон · e2 белый король · h2 белая пешка · a1 белая ладья · h1 белая ладья | b8 чёрный король · d8 чёрная ладья · e8 чёрная ладья · b7 чёрная пешка · c7 чёрная пешка · f7 чёрная пешка · g7 чёрная пешка · h7 чёрная пешка · b6 чёрная пешка · f6 чёрный ферзь · g6 чёрный конь · f5 белая пешка · e4 белая пешка · c3 белая пешка · g3 белый ферзь · a2 белая пешка · b2 белая пешка · c2 белый слон · e2 белый король · h2 белая пешка · a1 белая ладья · h1 белая ладья | b8 чёрный король · d8 чёрная ладья · e8 чёрная ладья · b7 чёрная пешка · c7 чёрная пешка · f7 чёрная пешка · g7 чёрная пешка · h7 чёрная пешка · b6 чёрная пешка · f6 чёрный ферзь · g6 чёрный конь · f5 белая пешка · e4 белая пешка · c3 белая пешка · g3 белый ферзь · a2 белая пешка · b2 белая пешка · c2 белый слон · e2 белый король · h2 белая пешка · a1 белая ладья · h1 белая ладья | b8 чёрный король · d8 чёрная ладья · e8 чёрная ладья · b7 чёрная пешка · c7 чёрная пешка · f7 чёрная пешка · g7 чёрная пешка · h7 чёрная пешка · b6 чёрная пешка · f6 чёрный ферзь · g6 чёрный конь · f5 белая пешка · e4 белая пешка · c3 белая пешка · g3 белый ферзь · a2 белая пешка · b2 белая пешка · c2 белый слон · e2 белый король · h2 белая пешка · a1 белая ладья · h1 белая ладья | b8 чёрный король · d8 чёрная ладья · e8 чёрная ладья · b7 чёрная пешка · c7 чёрная пешка · f7 чёрная пешка · g7 чёрная пешка · h7 чёрная пешка · b6 чёрная пешка · f6 чёрный ферзь · g6 чёрный конь · f5 белая пешка · e4 белая пешка · c3 белая пешка · g3 белый ферзь · a2 белая пешка · b2 белая пешка · c2 белый слон · e2 белый король · h2 белая пешка · a1 белая ладья · h1 белая ладья | b8 чёрный король · d8 чёрная ладья · e8 чёрная ладья · b7 чёрная пешка · c7 чёрная пешка · f7 чёрная пешка · g7 чёрная пешка · h7 чёрная пешка · b6 чёрная пешка · f6 чёрный ферзь · g6 чёрный конь · f5 белая пешка · e4 белая пешка · c3 белая пешка · g3 белый ферзь · a2 белая пешка · b2 белая пешка · c2 белый слон · e2 белый король · h2 белая пешка · a1 белая ладья · h1 белая ладья | 3 |
| 2 | b8 чёрный король · d8 чёрная ладья · e8 чёрная ладья · b7 чёрная пешка · c7 чёрная пешка · f7 чёрная пешка · g7 чёрная пешка · h7 чёрная пешка · b6 чёрная пешка · f6 чёрный ферзь · g6 чёрный конь · f5 белая пешка · e4 белая пешка · c3 белая пешка · g3 белый ферзь · a2 белая пешка · b2 белая пешка · c2 белый слон · e2 белый король · h2 белая пешка · a1 белая ладья · h1 белая ладья | b8 чёрный король · d8 чёрная ладья · e8 чёрная ладья · b7 чёрная пешка · c7 чёрная пешка · f7 чёрная пешка · g7 чёрная пешка · h7 чёрная пешка · b6 чёрная пешка · f6 чёрный ферзь · g6 чёрный конь · f5 белая пешка · e4 белая пешка · c3 белая пешка · g3 белый ферзь · a2 белая пешка · b2 белая пешка · c2 белый слон · e2 белый король · h2 белая пешка · a1 белая ладья · h1 белая ладья | b8 чёрный король · d8 чёрная ладья · e8 чёрная ладья · b7 чёрная пешка · c7 чёрная пешка · f7 чёрная пешка · g7 чёрная пешка · h7 чёрная пешка · b6 чёрная пешка · f6 чёрный ферзь · g6 чёрный конь · f5 белая пешка · e4 белая пешка · c3 белая пешка · g3 белый ферзь · a2 белая пешка · b2 белая пешка · c2 белый слон · e2 белый король · h2 белая пешка · a1 белая ладья · h1 белая ладья | b8 чёрный король · d8 чёрная ладья · e8 чёрная ладья · b7 чёрная пешка · c7 чёрная пешка · f7 чёрная пешка · g7 чёрная пешка · h7 чёрная пешка · b6 чёрная пешка · f6 чёрный ферзь · g6 чёрный конь · f5 белая пешка · e4 белая пешка · c3 белая пешка · g3 белый ферзь · a2 белая пешка · b2 белая пешка · c2 белый слон · e2 белый король · h2 белая пешка · a1 белая ладья · h1 белая ладья | b8 чёрный король · d8 чёрная ладья · e8 чёрная ладья · b7 чёрная пешка · c7 чёрная пешка · f7 чёрная пешка · g7 чёрная пешка · h7 чёрная пешка · b6 чёрная пешка · f6 чёрный ферзь · g6 чёрный конь · f5 белая пешка · e4 белая пешка · c3 белая пешка · g3 белый ферзь · a2 белая пешка · b2 белая пешка · c2 белый слон · e2 белый король · h2 белая пешка · a1 белая ладья · h1 белая ладья | b8 чёрный король · d8 чёрная ладья · e8 чёрная ладья · b7 чёрная пешка · c7 чёрная пешка · f7 чёрная пешка · g7 чёрная пешка · h7 чёрная пешка · b6 чёрная пешка · f6 чёрный ферзь · g6 чёрный конь · f5 белая пешка · e4 белая пешка · c3 белая пешка · g3 белый ферзь · a2 белая пешка · b2 белая пешка · c2 белый слон · e2 белый король · h2 белая пешка · a1 белая ладья · h1 белая ладья | b8 чёрный король · d8 чёрная ладья · e8 чёрная ладья · b7 чёрная пешка · c7 чёрная пешка · f7 чёрная пешка · g7 чёрная пешка · h7 чёрная пешка · b6 чёрная пешка · f6 чёрный ферзь · g6 чёрный конь · f5 белая пешка · e4 белая пешка · c3 белая пешка · g3 белый ферзь · a2 белая пешка · b2 белая пешка · c2 белый слон · e2 белый король · h2 белая пешка · a1 белая ладья · h1 белая ладья | b8 чёрный король · d8 чёрная ладья · e8 чёрная ладья · b7 чёрная пешка · c7 чёрная пешка · f7 чёрная пешка · g7 чёрная пешка · h7 чёрная пешка · b6 чёрная пешка · f6 чёрный ферзь · g6 чёрный конь · f5 белая пешка · e4 белая пешка · c3 белая пешка · g3 белый ферзь · a2 белая пешка · b2 белая пешка · c2 белый слон · e2 белый король · h2 белая пешка · a1 белая ладья · h1 белая ладья | 2 |
| 1 | b8 чёрный король · d8 чёрная ладья · e8 чёрная ладья · b7 чёрная пешка · c7 чёрная пешка · f7 чёрная пешка · g7 чёрная пешка · h7 чёрная пешка · b6 чёрная пешка · f6 чёрный ферзь · g6 чёрный конь · f5 белая пешка · e4 белая пешка · c3 белая пешка · g3 белый ферзь · a2 белая пешка · b2 белая пешка · c2 белый слон · e2 белый король · h2 белая пешка · a1 белая ладья · h1 белая ладья | b8 чёрный король · d8 чёрная ладья · e8 чёрная ладья · b7 чёрная пешка · c7 чёрная пешка · f7 чёрная пешка · g7 чёрная пешка · h7 чёрная пешка · b6 чёрная пешка · f6 чёрный ферзь · g6 чёрный конь · f5 белая пешка · e4 белая пешка · c3 белая пешка · g3 белый ферзь · a2 белая пешка · b2 белая пешка · c2 белый слон · e2 белый король · h2 белая пешка · a1 белая ладья · h1 белая ладья | b8 чёрный король · d8 чёрная ладья · e8 чёрная ладья · b7 чёрная пешка · c7 чёрная пешка · f7 чёрная пешка · g7 чёрная пешка · h7 чёрная пешка · b6 чёрная пешка · f6 чёрный ферзь · g6 чёрный конь · f5 белая пешка · e4 белая пешка · c3 белая пешка · g3 белый ферзь · a2 белая пешка · b2 белая пешка · c2 белый слон · e2 белый король · h2 белая пешка · a1 белая ладья · h1 белая ладья | b8 чёрный король · d8 чёрная ладья · e8 чёрная ладья · b7 чёрная пешка · c7 чёрная пешка · f7 чёрная пешка · g7 чёрная пешка · h7 чёрная пешка · b6 чёрная пешка · f6 чёрный ферзь · g6 чёрный конь · f5 белая пешка · e4 белая пешка · c3 белая пешка · g3 белый ферзь · a2 белая пешка · b2 белая пешка · c2 белый слон · e2 белый король · h2 белая пешка · a1 белая ладья · h1 белая ладья | b8 чёрный король · d8 чёрная ладья · e8 чёрная ладья · b7 чёрная пешка · c7 чёрная пешка · f7 чёрная пешка · g7 чёрная пешка · h7 чёрная пешка · b6 чёрная пешка · f6 чёрный ферзь · g6 чёрный конь · f5 белая пешка · e4 белая пешка · c3 белая пешка · g3 белый ферзь · a2 белая пешка · b2 белая пешка · c2 белый слон · e2 белый король · h2 белая пешка · a1 белая ладья · h1 белая ладья | b8 чёрный король · d8 чёрная ладья · e8 чёрная ладья · b7 чёрная пешка · c7 чёрная пешка · f7 чёрная пешка · g7 чёрная пешка · h7 чёрная пешка · b6 чёрная пешка · f6 чёрный ферзь · g6 чёрный конь · f5 белая пешка · e4 белая пешка · c3 белая пешка · g3 белый ферзь · a2 белая пешка · b2 белая пешка · c2 белый слон · e2 белый король · h2 белая пешка · a1 белая ладья · h1 белая ладья | b8 чёрный король · d8 чёрная ладья · e8 чёрная ладья · b7 чёрная пешка · c7 чёрная пешка · f7 чёрная пешка · g7 чёрная пешка · h7 чёрная пешка · b6 чёрная пешка · f6 чёрный ферзь · g6 чёрный конь · f5 белая пешка · e4 белая пешка · c3 белая пешка · g3 белый ферзь · a2 белая пешка · b2 белая пешка · c2 белый слон · e2 белый король · h2 белая пешка · a1 белая ладья · h1 белая ладья | b8 чёрный король · d8 чёрная ладья · e8 чёрная ладья · b7 чёрная пешка · c7 чёрная пешка · f7 чёрная пешка · g7 чёрная пешка · h7 чёрная пешка · b6 чёрная пешка · f6 чёрный ферзь · g6 чёрный конь · f5 белая пешка · e4 белая пешка · c3 белая пешка · g3 белый ферзь · a2 белая пешка · b2 белая пешка · c2 белый слон · e2 белый король · h2 белая пешка · a1 белая ладья · h1 белая ладья | 1 |
|   | a | b | c | d | e | f | g | h |   |

1. e4 e5 2. f4 Сc5 3. Кf3 d6 4. Сc4 Кf6 5. d3 Кc6 6. Кc3 Сg4 7. Кa4 Сb6 8. К:b6 ab 9. c3 ef 10. С:f4 Кh5 11. Сe3 Кe5 12. Сb3 С:f3 13. gf Фh4+ 14. Крe2 Кf4+ 15. Сxf4 Фxf4 16. Фf1 O-O-O 17. Фh3+ Крb8 18. Фg3 Фf6 19. Лhg1 d5 20. f4 Кg6 21. f5 de 22. de Лhe8 23. Сc2 (см. диаграмму) Ф:f5 24. Лaf1 Фb5+ 25. Крe1 Ф:b2 26. Л:f7 Фc1+. Белые сдались.